# قاخ‌موغال
قاخ‌موغال (به لاتین: Qaxmuğal) یک منطقه مسکونی در جمهوری آذربایجان است که در شهرستان قاخ واقع شده است. قاخ‌موغال ۱۰۹۰ نفر جمعیت دارد.